# Radio Wittlich
Radio Wittlich 94,7 war ein lokaler Hörfunksender für die Region Wittlich. Der Sendebetrieb wurde im September 2010 aufgenommen. Bis zum 7. November 2010 lief eine Dauerwerbeschleife für den Sender. Der eigentliche Sendebetrieb erfolgte am 7. November 2010. Zum 1. August 2015 wurde der Sendebetrieb eingestellt, da Radio Wittlich nicht rentabel positioniert werden konnte. Der Sender war in der Stadt Wittlich per UKW nur von etwa 50 % der Einwohner zu hören.

## Allgemeines
Betreiber war die Radio Wittlich GmbH. Gesendet wurde ein Musik- und Informationsprogramm mit dem Schwerpunkt Popmusik und lokalen Nachrichten aus dem Sendestudio in Wittlich. Der Sender war ein Teil von „The Radio Group“.

## Programm
Das Programm wurde 24 Stunden ausgestrahlt. Zwischen 6 und 18 Uhr wurde der moderierte Sendebetrieb aus dem alten Wittlicher Bahnhof von einem Team aus etwa 10 Personen produziert und live gesendet. Zwischen 18 und 6 Uhr strahlte Radio Wittlich ein zentrales Programm der Radio Group aus.

## Empfang
Gesendet wurde auf der Frequenz 94,7 MHz für den Großraum Wittlich. Gleichzeitig war Radio Wittlich im Kabelnetz Wittlich auf der Frequenz 105,5 zu hören, ebenso im Web.